# Michel Soëtard
Michel Soëtard est un philosophe et pédagogue français né en 1939. Il est l'un des membres fondateurs de la Société francophone de philosophie de l’éducation (SOFPHIED), créée le 30 mars 2006.

## Biographie
Professeur émérite de philosophie et d'histoire de la pédagogie à l'Université Catholique de l'Ouest (UCO) à Angers, il obtient son doctorat en 1978 à l'Université Paris 1 Panthéon Sorbonne. Il a dirigé 15 thèses entre 1998 et 2011.
Ses travaux portent essentiellement sur l'éducation, la pédagogie, ou encore le stoïcisme (dont un livre en hommage au théologien et philosophe français Michel Spanneut). Les pédagogues qui traversent son œuvre sont notamment Pestalozzi, Jean-Jacques Rousseau et Friedrich Fröbel.
Il a été le directeur du « Laboratoire de Recherche en Education et Formation » (LaREF) de l'UCO. Il fait partie du comité de lecture de la revue « Recherche en Education » du Centre de Recherche en Education de Nantes (CREN). Il est également membre d'honneur de la revue de pédagogie chrétienne « Educatio ».

## Œuvres

### Monographies
- Penser la pédagogie. Une théorie de l'action, L'Harmattan, coll. « Pédagogie : crises, mémoires, repères », 2012  (ISBN 9782296568792).
- Pestalozzi, un pédagogue suisse. Biographie intérieure, Slatkine, 2016  (ISBN 9782051027809).
- Qu'est-ce que la pédagogie ? Le pédagogue au risque de la philosophie, ESF, coll. « Pédagogies », 2001  (ISBN 9782710114710).
- Valeurs dans le stoïcisme. Du Portique à nos jours, textes rassemblés en hommage à Michel Spanneut, Presses universitaires de Lille, coll. « Philosophie », 1993  (ISBN 9782859394523).

### Préfaces
- S'orienter dans la vie : une expérience spirituelle ? Pour des sciences pédagogiques de l'orientation. Dictionnaire de sciences humaines. Tome 4, de la 701e à la 800e Considération, préface de Michel Soëtard, postface de Michel Maffesoli, Presses Universitaires du Septentrion, coll. « Métiers et pratiques de formation », 2019  (ISBN 9782757424674).

### Articles
- « Comenius - Se cultiver et cultiver les autres », Les Grands Dossiers des Sciences Humaines, vol. 45, no. 12, 2016, pp. 6-6. [lire en ligne]